# Thomas Wilder
Thomas Wilder (Montgomery, Illinois, 14 de mayo de 1995) es un baloncestista estadounidense que se encuentra sin equipo. Con 1,91 metros de estatura, juega en la posición de base. 

## Trayectoria deportiva

### Universidad
Jugó cuatro temporadas con los Broncos de la Universidad Western Michigan, en las que promedió 15,7 puntos, 3,8 rebotes, 3,2 asistencias y 1,5 robos de balón por partido. En su primera temporada fue incluido en el mejor quinteto freshman de la Mid-American Conference, mientras que en las dos últimas lo fue en el mejor quinteto absoluto.

### Profesional
Tras no ser elegido en el Draft de la NBA de 2018, disputó las Ligas de Verano de la NBA con los Utah Jazz, promediando 4,0 puntos y 2,0 asistencias en dos partidos. El 4 de septiembre de 2018 firmó su primer contrato profesional con el MHP Riesen Ludwigsburg, pero solo jugó dos partidos, regresando a su país para jugar con los Windy City Bulls de la G League.
El 3 de enero de 2021 firma con el Batumi-RSU de la Superliga de Georgia.
En julio de 2022 se une a los Nürnberg Falcons BC, de la segunda división alemana.